# Iljusjin Il-78
Iljusjin Il-78 er et tankfly baseret på Iljusjin Il-76. Det bruges til at lufttanke fly, således de ikke behøves at lande.
I dag anvendes det af Ruslands luftvåben og af luftvåbene i bl.a. Indien, Pakistan og Kina.